# 神里和
神里 和（かみざと なごむ、1995年〈平成7年〉5月2日 - ）は、日本のバスケットボール選手。沖縄県出身。ポジションはポイントガード。青森ワッツ所属。

## 来歴
沖縄県出身。南風原町立翔南小学校、南風原町立南星中学校、沖縄県立小禄高等学校、白鷗大学を経て、2018年3月にBリーグのアースフレンズ東京Zに特別指定選手として入団。その後、琉球ゴールデンキングスに練習生として参加し、2019-20シーズンから島根スサノオマジックに2シーズン在籍した。
2021-22シーズン、仙台89ERSと契約。
2022-23シーズン、熊本ヴォルターズと契約。レギュラーシーズン59試合に出場し（スターター34回）、総プレイタイム1002分3秒（平均16分59秒）。4.6PPG・2.5APGなど活躍した。
2023-24シーズン、熊本との契約を継続。レギュラーシーズン全試合に出場し(スターター12回）、総プレイタイム1168分7秒（平均19分28秒）。4.9PPG・2.9APGを挙げた。後半に出場することが多く、特に第4Qの3Pシュートはしばしば試合の決定打となった。
2024-25シーズン、青森ワッツと契約。